# Beringer von Kotzau
Beringer von Kotzau (* vor 1540; † 1575) war brandenburg-kulmbachischer Amtmann von Streitberg, Amtmann von Thierstein und Hauptmann auf dem Gebürg.
Beringer stammte aus der jüngeren Hauptlinie der Familie von Kotzau mit der Hälfte des Stammsitzes im heutigen Oberkotzau und dem Schloss in Fattigau. Nach dem Genealogen Alban von Dobeneck ist die jüngere Hauptlinie von Friedrich, Sohn des Hans von Kotzau, begründet worden. Hans Berthold, Beringer, David und Ernst sind Söhne des Georg Wolf von Kotzau. Nach Johann Gottfried Biedermann soll Beringer mit Amalie von Fronhofen verheiratet gewesen sein.
Beringer und sein Bruder Ernst waren 1540 als Studenten an der Universität Leipzig immatrikuliert. Ab 1551 war er Amtmann in Streitberg, spätestens ab 1567 war er Amtmann in Thierstein (siehe auch Sechsämterland) und von 1568 bis 1572 Verweser der Hauptmannstelle auf dem Gebürg.